# Campionati mondiali di sci alpinismo 2006
I Campionati mondiali di sci alpinismo 2006 sono stati la 3ª edizione della competizione continentale di sci alpinismo. Si sono svolti dal 24 al 27 gennaio 2006 nella Provincia di Cuneo, in Italia. 

## Podi

### Maschili
| Evento         | Oro                                                                      | Argento                                                              | Bronzo                                                       |
| Vertical       | Patrick Blanc                                                            | Tony Sbalbi                                                          | Florent Perrier                                              |
| Gara a squadre | Stéphane Brosse Patrick Blanc                                            | Florent Perrier Grégory Gachet                                       | Dennis Brunod Manfred Reichegger                             |
| Staffetta      | Italia Dennis Brunod Hansjörg Lunger Manfred Reichegger Guido Giacomelli | Francia Stéphane Brosse Grégory Gachet Florent Perrier Patrick Blanc | Svizzera Alexander Hug Alain Rey Florent Troillet Rico Elmer |

### Femminili
| Evento         | Oro                                                                            | Argento                                                                                   | Bronzo                                                                   |
| Vertical       | Natascia Leonardi Cortesi                                                      | Roberta Pedranzini                                                                        | Catherine Mabillard                                                      |
| Gara a squadre | Roberta Pedranzini Francesca Martinelli                                        | Corinne Favre Carole Toïgo                                                                | Catherine Mabillard Séverine Pont-Combe                                  |
| Staffetta      | Italia Francesca Martinelli Chiara Raso Roberta Pedranzini Gloriana Pellissier | Svizzera Gabrielle Magnenat Nathalie Etzensperger Catherine Mabillard Séverine Pont-Combe | Francia Carole Toïgo Véronique Lathuraz Corinne Favre Nathalie Bourillon |

## Medagliere
| Posiz. | Nazione  | Oro | Argento | Bronzo | Totale |
| ------ | -------- | --- | ------- | ------ | ------ |
| 1      | Italia   | 3   | 1       | 1      | 5      |
| 2      | Francia  | 2   | 4       | 2      | 8      |
| 3      | Svizzera | 1   | 1       | 3      | 5      |
| Totale | Totale   | 6   | 6       | 6      | 18     |